# فرانز شوه (كاتب)
فرانز شوه (بالألمانية: Franz Schuh)‏ هو ناقد أدبي وكاتب نمساوي، ولد في 15 مارس 1947 في فيينا في النمسا.

## وصلات خارجية
- فرانز شوه على موقع مونزينجر (الألمانية)